# Ceanothia aculeata
Ceanothia aculeata är en insektsart som först beskrevs av Crawford 1914.  Ceanothia aculeata ingår i släktet Ceanothia och familjen rundbladloppor. Inga underarter finns listade i Catalogue of Life.